# Montes Bush
Los montes Bush son un grupo de elevaciones escarpadas localizadas a las cabeceras de los glaciares Ramsey y Kosco, en la dependencia de Ross, Antártida. Se extienden desde el Monte Weir por el oeste, hacia Anderson Heights hacia el este en dirección al glaciar Shackleton. 
Fue fotografiado por primera vez en noviembre de 1929 por la expedición Byrd Antarctic durante los vuelos sobre las montañas Reina Maud. En años posteriores se hicieron otras expediciones: USAP (1939-1941), la Armada estadounidense (1946-1947) en la Operación Highjump y de nuevo entre 1956 y 1963 en la Operación Deep Freeze.
El Comité Consultivo sobre Nomenclatura Antártica le puso la nomenclatura por recomendación del Rear Almirante Richard Byrd en homenaje a James I. Bush, quien financiara la primera expedición.